# Ratpenat de ferradura de Decken
El ratpenat de ferradura de Decken (Rhinolophus deckenii) és una espècie de ratpenat de la família dels rinolòfids. Viu a Kenya i Tanzània. El seu hàbitat natural són els boscos. No hi ha cap amenaça significativa per a la supervivència d'aquesta espècie, tot i que està afectada per la pèrdua d'hàbitat.